# Byng (Oklahoma)
Byng es un pueblo ubicado en el condado de Pontotoc en el estado estadounidense de Oklahoma. En el año 2010 tenía una población de 1175 habitantes y una densidad poblacional de 69,53 personas por km².

## Geografía
Byng se encuentra ubicado en las coordenadas 34°51′46″N 96°40′8″O / 34.86278, -96.66889 (34.862761, -96.668820).

## Demografía
Según la Oficina del Censo en 2000 los ingresos medios por hogar en la localidad eran de $33,229 y los ingresos medios por familia eran $38,906. Los hombres tenían unos ingresos medios de $27,596 frente a los $19,868 para las mujeres. La renta per cápita para la localidad era de $15,028. Alrededor del 15.4% de la población estaban por debajo del umbral de pobreza.